# Чемесовы
Чемесовы (Чемезовы) — древний дворянский род.
Ведёт своё происхождение от «предка, выезжего из Золотой Орды».
Род записан в VI часть родословной книги Калужской, Казанской и Саратовской губерний.
Есть ещё несколько родов Чемесовых, более позднего происхождения.

## Описание гербов

#### Герб Чемесовых 1785 г.
В Гербовнике Анисима Титовича Князева 1785 года имеется изображение печати с гербом прокурора Пензы, предводителя пензенских дворян в сформированных дворянами уланского корпуса во время Пугачёвского бунта, губернского прокурора Саратовского наместничества (1781), пензенского губернского предводителя дворянства Ефима Петровича Чемесова: щит разделен на четыре части. В первой части, в серебряном поле, в правом верхнем углу, изображен золотой полумесяц, а под ним шесть шестиконечных золотых звёзд.  Во второй части, в серебряном поле, в нижнем правом углу, птица с распростёртыми крыльями, в  левом верхнем углу сияющее солнце с лучами. В третьей части, в красном поле, горизонтально, золотой лук с натянутою тетивою и вложенною серебряною стрелою, обращенной влево. Внизу лука серебряная стрела, наконечником влево. В четвёртой части, в синем поле, серый панцирь. Щит увенчан дворянским шлемом с клейнодом на шее. Щит покрыт княжескою мантией с дворянской на ней короной.

#### Герб. Часть II. № 98
Щит разделён на четыре части, из коих в первой в голубом поле Солнце золотом означенное и под ним чёрный Орёл, летящий вверх по золотому полю. Во второй части в красном поле видны вверху пять, а в низу три золотых Звезды и между ними серебряный Полумесяц рогами обращённый вверх. В третьей части в красном поле серебряный Панцирь. В четвёртой части в голубом поле золотой Колчан со стрелами и натянутый Лук со стрелой летящей вниз по золотому полю. Щит увенчан обыкновенным дворянским шлемом с дворянскою на нём Короной и тремя Страусовыми перьями. Намёт на щите голубого и красного цвета подложенный золотом.

## Известные представители
- Чемесов Степан Васильевич — воевода в Волоке-Ламском (1613), в Путивле (1616-1617), в Мценске (1626), в Саратове (1630), московский дворянин (1627-1640).
- Чемесовы: Илья и Артемон Васильевичи — верейские городовые дворяне (1627-1629).
- Чемесовы: Фёдор Степанович, Никита и Меньшой Степановичи — арзамасские городовые дворяне (1627-1629).
- Чемесов Воин Иванович — верейский городовой дворянин (1627-1629), воевода в Тотьме (1627-1628), московский дворянин (1629-1640).
- Чемесов Иван Воинович — стряпчий (1627-1640). московский дворянин (1640-1658).
- Чемесов Илья Васильевич — воевода в Козельске (1630).
- Чемесов Илья — воевода в Волоке-Ламском (1640).
- Чемесов Степан Борисович — воевода в Сапожке (1677).
- Чемесовы: Осип Никитич, Иван Андреевич — московские дворяне (1677).
- Чемесовы: Максим и Дмитрий Ивановичи — стряпчие (1692).
- Чемесовы: Степан и Матвей Ивановичи — стольники (1686-1692)[4][5].